# Патиала (округ)
Патиала или Патия́ла (в.-пандж. ਪਟਿਆਲਾ ਜ਼ਿਲਾ; англ. Patiala) — округ в индийском штате Пенджаб. Образован в 2002 году из части территории округа Туенсанг. Административный центр — город Патиала. Площадь округа — 3627 км². По данным всеиндийской переписи 2001 года население округа составляло 1 844 934 человека. Уровень грамотности взрослого населения составлял 69,8 %, что выше среднеиндийского уровня (59,5 %). Доля городского населения составляла 34,9 %.